# Achmore School
Die Achmore School ist eine ehemalige Schule der Primarstufe in der Ortschaft Achmore auf der schottischen Hebrideninsel Lewis and Harris. 1993 wurde das Bauwerk in die schottischen Denkmallisten in der Denkmalkategorie B aufgenommen.

## Geschichte
Die Achmore School wurde auf Grundlage des Bildungsgesetzes von 1872 errichtet. Der Schulrat der Achmore School konstituierte sich 1875, woraus sich ein Schulbau kurz nach Verabschiedung des Gesetzes ergibt. Der Schulbetrieb wurde zwischenzeitlich eingestellt und das Gebäude zu einer Ferienwohnung umgenutzt.

## Beschreibung
Das eingeschossige Gebäude der ehemaligen Achmore School steht abseits der A858 im Zentrum des Weilers Achmore. Die südexponierte Hauptfassade des aus zu ungleichen Quadern behauenem Feldstein aufgemauerten Gebäudes mit Natursteindetails ist drei Achsen weit. Der Eingangsbereich befindet sich in einem kleinen, mit Pyramidendach schließenden Vorbau links des dominanten, zentralen Giebels. In diesen ist ein Drillingsfenster eingelassen, dessen Sturz, ebenso wie bei den flankierenden Drillingsfenstern, aus Backstein gelegt ist. Sind die Sprossenfenster entlang der Hauptfassade in große Flächen unterteilt, so sind sie an den übrigen Fassaden kleinteiliger ausgeführt. Auf dem Ostgiebel des schiefergedeckten Satteldachs sitzt ein firstständiger Kamin. Bei dem rückwärtigen Sanitärtrakt könnte es sich um einen ursprünglich enthaltenen Gebäudeteil handeln, der später durch Anbauten aus Beton ergänzt wurde. Eine flache Feldsteinmauer umfriedet den Schulhof.